# Yaqui Justiciero
Yaqui Justiciero är en ort i Mexiko.   Den ligger i kommunen Caborca och delstaten Sonora, i den nordvästra delen av landet, 1 800 km nordväst om huvudstaden Mexico City. Yaqui Justiciero ligger 188 meter över havet och antalet invånare är 199.
Terrängen runt Yaqui Justiciero är platt. Runt Yaqui Justiciero är det mycket glesbefolkat, med 6 invånare per kvadratkilometer. Närmaste större samhälle är La Almita, 3,1 km väster om Yaqui Justiciero. Omgivningarna runt Yaqui Justiciero är i huvudsak ett öppet busklandskap.